# ニュージャージー・トランジット

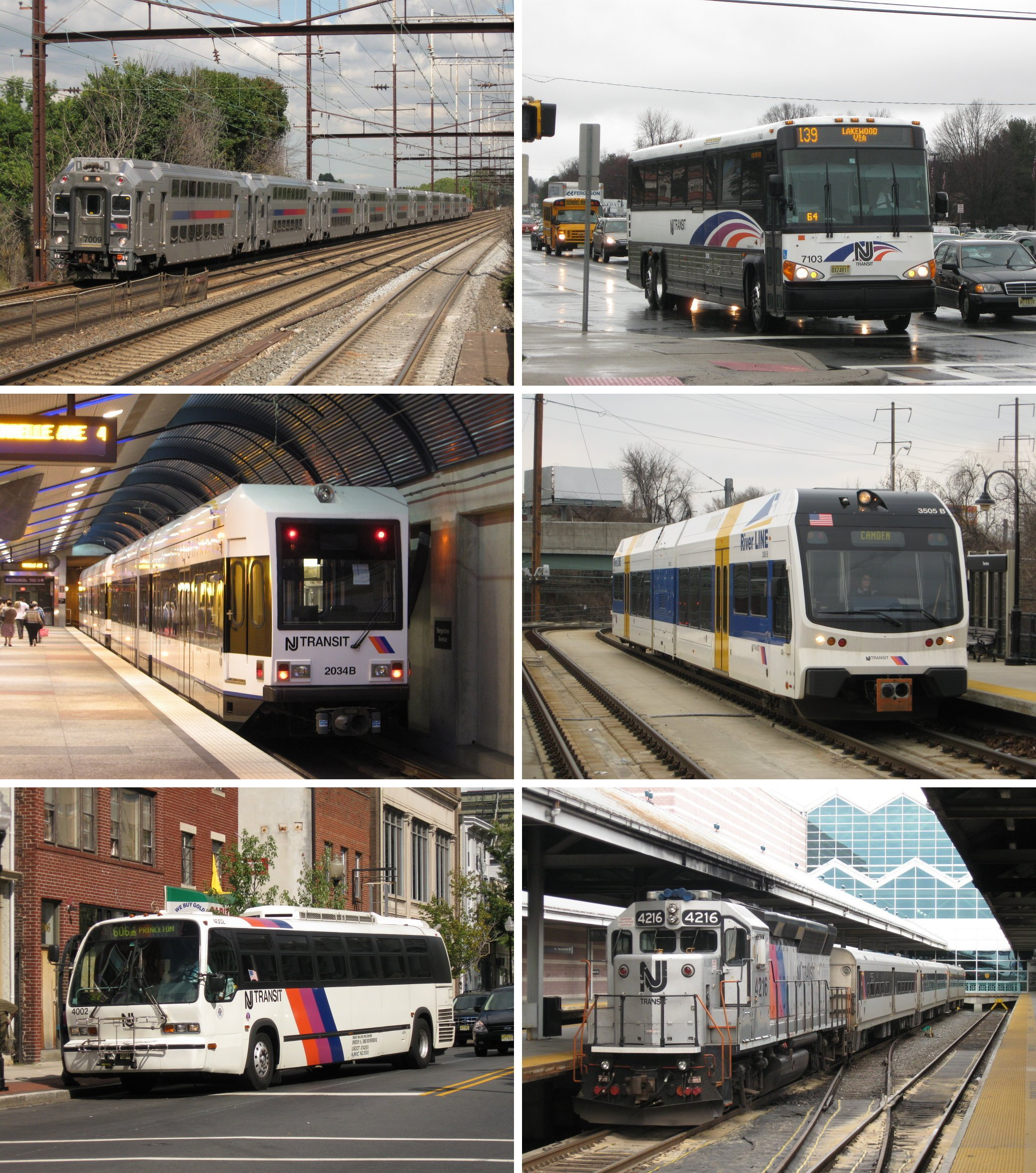
NJトランジットのバス、鉄道車両

ニュージャージー・トランジット・コーポレーション（英語: New Jersey Transit Corporation）はアメリカ合衆国ニュージャージー州を中心とした地域で路線バスや通勤鉄道などの公共交通機関を運営する公営会社である。略称はニュージャージー・トランジット（New Jersey Transit）、NJトランジット（NJ Transit）、NJT。

## 歴史
NJTはそれまでのニュージャージー交通局（New Jersey Department of Transportation, NJDOT）が民営化され1979年6月に設立された。1983年、NJTはコンレール（Conrail）からニュージャージー州内におけるすべての通勤鉄道の運営権を取得した。

## 概要
NJTはニュージャージー州全域、および隣接するニューヨーク州のオレンジ郡（Orange）、ロックランド郡（Rockland）などの郊外、および中心街であるマンハッタンの一部において公共交通機関を運営している会社である。
NJTが運営する交通機関の種類は路線バス、ライトレール、通勤鉄道の3種類である。これらの運営は3つの子会社に分けられている。
NJ・トランジット・バス・オペレーションズ（NJ Transit Bus Operations Inc）
路線バスとニューアーク・ライトレールを運営している
NJ・トランジット・マーサー（NJ Transit Mercer Inc）
州都トレントン近郊におけるバス事業を担当している
NJ・トランジット・レイル・オペレーション（NJ Tranjit Rail Operation, Inc）
鉄道事業を担当
ただし、これらは一般的に利用する上では考慮されることなく、各種の案内でも「NJ Transit」で統一されている。このため以下では会社別ではなく、交通機関の種類によって分類する。

## 路線バス
NJTのバス事業は州内を中心に247の路線と19,500か所の停留所、2,477両の車両を保有している。

### バス事業の歴史
1948年以前はニュージャージー州の公共交通はニュージャージー公共サービス社（Public Service Corporation of New Jersey）によって提供されていた。この会社は公共サービス鉄道（Public Service Railway）と呼ばれる路面電車部門があり、電気・ガスはもちろん交通機関も含めた公営会社だった。1948年にこの会社は2社に分割された。一つは電気やガスを供給する公共サービス電気ガス公社（Public Service Electric and gas company）、もうひとつが公共サービス交通公社（Public Service Coordinated Transportation、PSCT）という交通機関を統括する会社であった。PSCTは路面電車、トロリーバス、普通の路線バスを運営していた。1970年代に入り、州政府の運輸担当部署（New Jersey Department of Transportation）はPSCTを通じて民間路線バス会社に補助金を出していたが、その後は徐々に民間企業を買収し直接運営するようになった。

### バス路線
系統番号ごとに走行地域が大体決まっており、以下に主な例を示す。
全系統の詳細な走行経路については割愛する。英語版の当該項目を参照されたい。
1 - 99系統
州内で完結する路線に付けられる系統番号で、ジャージーシティ（Jersey City）、ニューアーク（Newark）、ホーボーケン（Hoboken）などの都市を中心に走る。ニューアークのライトレールも含む。
100 - 199系統
これらの番号はニュージャージー州中央部、北部地域からニューヨーク市へ向かう路線に付けられる。
300 - 399系統
イベント時、パークアンドライド、フィラデルフィア発着の長距離都市間路線などに対してつけられる。
400 - 499系統
比較的短距離の路線のうち、州南西部を通過する路線。
500 - 549系統
アトランティック・カウンティ（Atlantic County）、ケープメイ・カウンティ（Cape May County）を通る地域路線。
550 - 599
600 - 699
700 - 799
800 - 880

### バス車両
現有車両は主に全長40ft（約12m）級の車両を中心に導入されている。路線によっては30ft級（約9m）や、逆に59ft級（約18m）の連接バスが走る路線もある。
メーカーとしてはモーター・コーチ・インダストリーズ（Motor Coach Industries, MCI）やノース・アメリカン・バス・インダストリーズ（North American Bus Indusries, NABI）、ノバ・バス（NOVA bus、ボルボ傘下）の3社でその多くを占める。
| 製造年     | メーカー & 形式      | 全長            | 画像 | パワートレイン (エンジン形式 & トランスミッション形式)    | 車両番号                     | 備考 |
| ---------- | -------------------- | --------------- | ---- | --------------------------------------------------------- | ---------------------------- | --- |
| 1995- 1996 | NOVA RTS T8O206      | 40 ft (12.19 m) |      | カミンズ C8.3型 ZF Ecomat HP590                           | 2601-2775 (175両)            | - Operated under New Jersey Transit. - Many units have been retired; the remaining units are based out of the Orange Garage. - 2011年現在置き換えが進行中で近いうちに全車両離脱予定。 |
| 1998- 2000 | MCI 102-DWA3 CNG     | 40 ft (12.19 m) |      | デトロイトディーゼル Series 60G DDEC/ アリソン B500R ATEC | 7001-7077 (77 buses)         | - Operated under New Jersey Transit. - To be replaced with newer buses in the future. - 形式名のCNGは天然ガス自動車を示す。 |
| 1999- 2000 | Nova Bus RTS RT8O-2N | 40 ft (12.19 m) |      | カミンズ ISC/ ZF Ecomat-2 HP592C                          | 1000–1254, 1262-1576 (570両) | - Operated under: - New Jersey Transit - Montgomery & Westside IBOA - Academy Bus Lines - Broadway Bus - Coach USA (various) - New York University (not in New Jersey) - 1001, 1002 and 1026 are T8O-2Ns - 1000 is assigned to the New Jersey State Police. - Several buses have received new LED signs and/or new livery. - 1240-1244, 1523-1528 and 1530 were operated under Bergen Avenue Bus and were retired due to its operation company shutting down and lack of maintenance. - To be replaced with newer buses in the future. |
| 1999- 2000 | Nova Bus RTS RT6O-2N | 30 ft (9.14 m)  |      | カミンズ ISC/ ZF Ecomat-2 HP592C                          | 2501-2580 (80両)             | - Operated under New Jersey Transit and Broadway Bus. - Montgomery & Westside IBOA - All units were originally operated under New Jersey Transit. - Several buses have received new LED signs and new livery. - To be replaced with NABI 31-LFW low floor buses in the future |

## ライトレール

### ライトレール路線
NJTのライトレール路線は以下の3路線がある。
ハドソン-バーゲン・ライトレール（Hudson-Bergen Light Rail）
2000年に開業した路線で、ハドソン川西側の州内を走る。
ニューアーク・ライトレール（Newark Light Rail）
ニューアークにあるライトレール網で2系統の路線を持つ。
リバーライン（River LINE）
州都トレントンから州北西部の工業都市カムデンまでを結ぶ路線。もともとはボーダータウン・セカンダリー（Bodertown Secondary）という貨物線であったが、これをライトレール化した。3路線のうち、この路線だけは非電化であり、低床気動車が使用されている。

### ライトレール車両
ハドソン・バーゲン・ライトレールとニューアーク・ライトレールで現在使用されている車両はともに近畿車輛製の3車体連接式の部分低床電車（100形・2000形）で、見た目も中身をほとんど一緒である。リバーライン向けの車両はシュタッドラー製の低床連接台車採用の気動車GTWシリーズの1種が導入されている。なおニューアーク・ライトレールでは2001年までPCCカーが運用されていたが、前述の近車製新型車両に置き換えられて引退している。

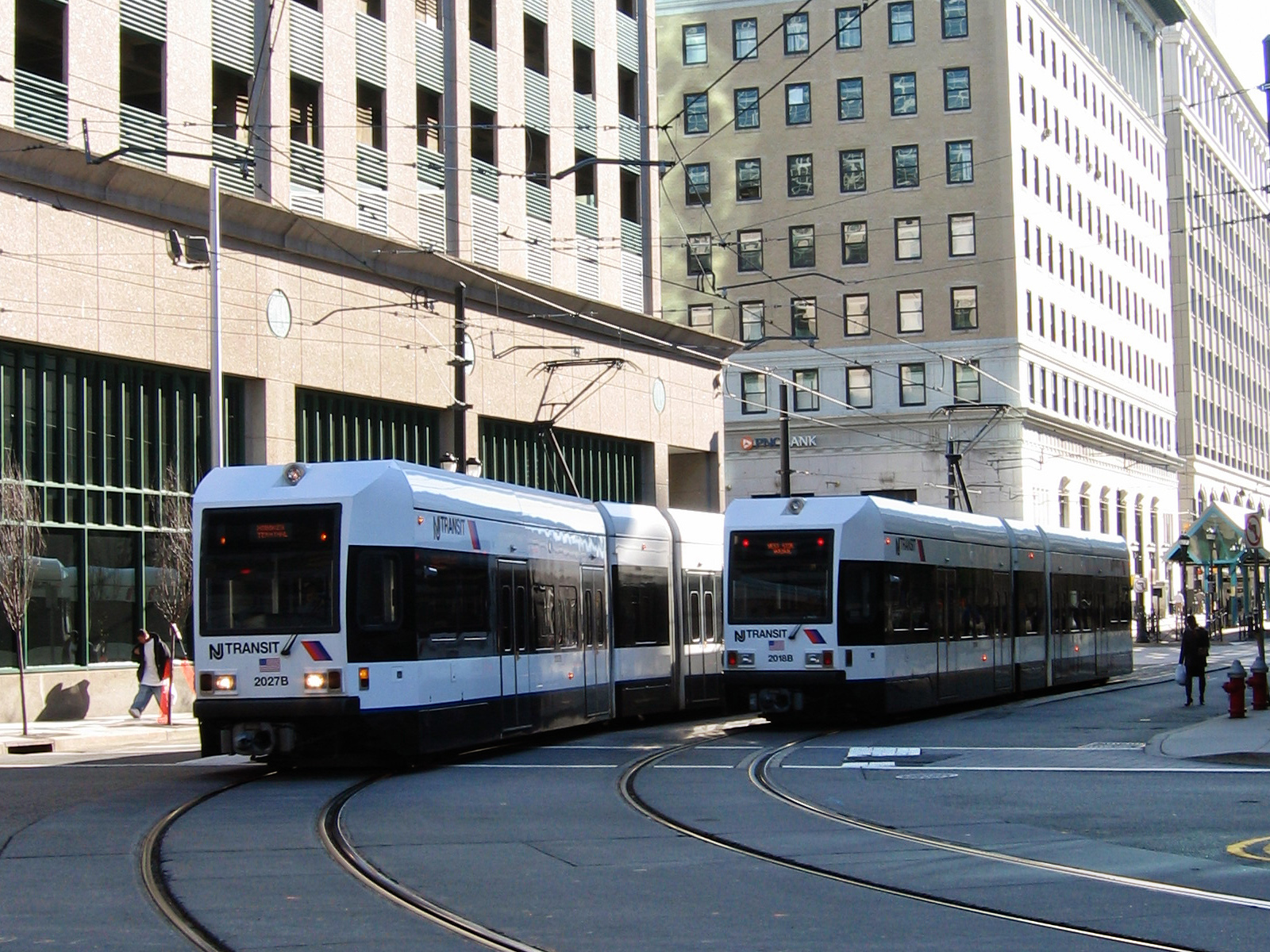
ハドソン・バーゲン・ライトレール車両
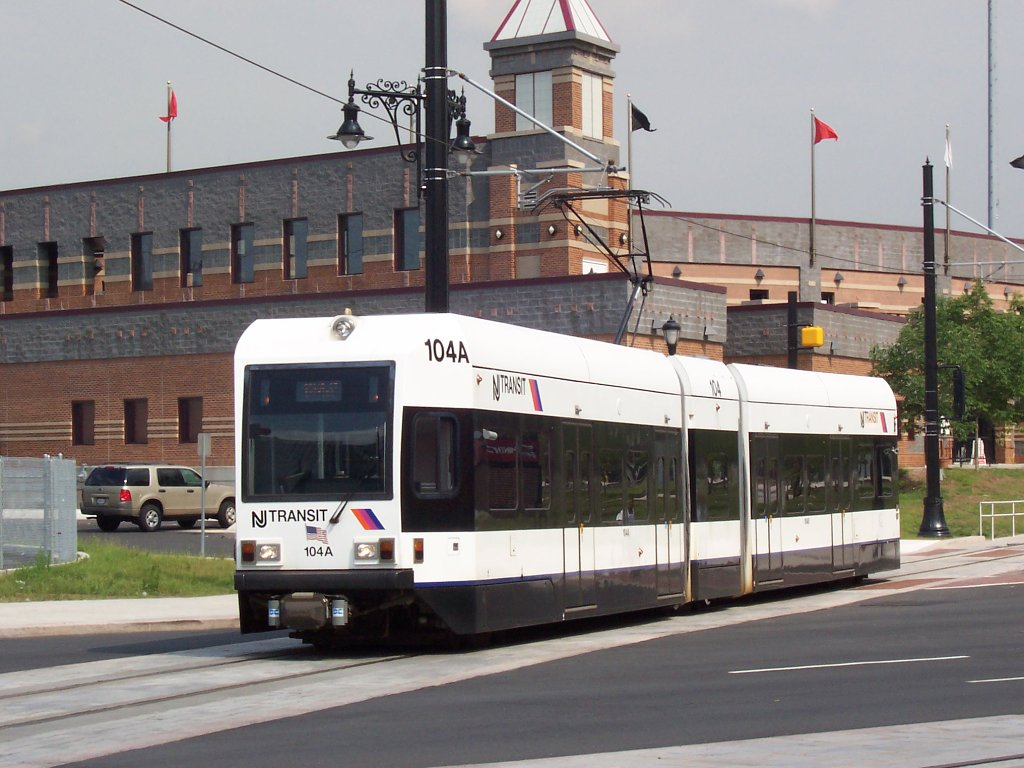
ニューアーク・ライトレール車両
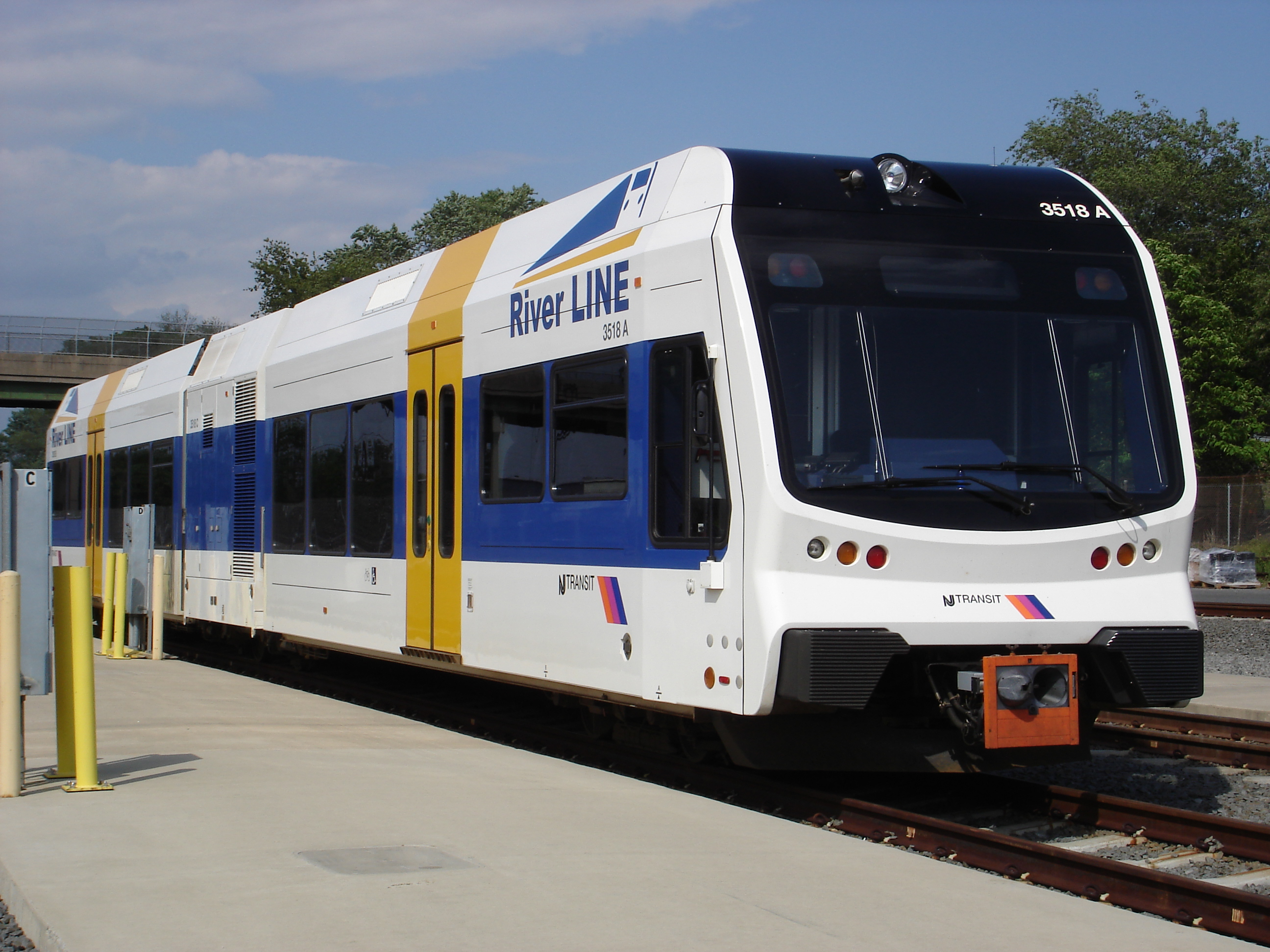
リバーライン車両
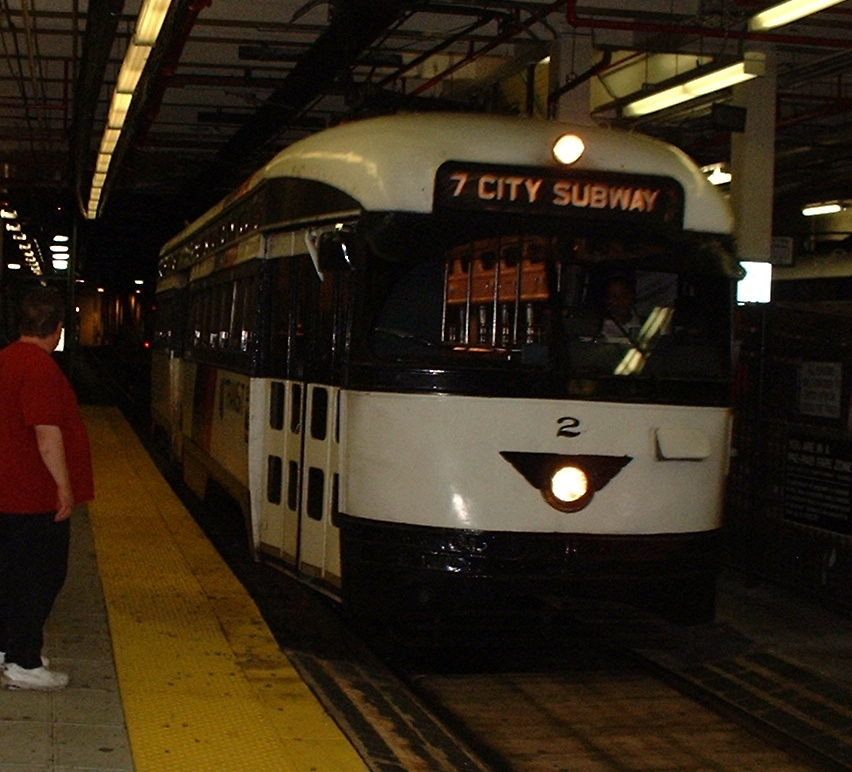
ニューアーク・ライトレールのPCCカー。2001年7月

## 通勤鉄道
NJTの通勤鉄道網はニュージャージー州内を中心に広がっている。鉄道事業における報告記号はNJTR。
モータリゼーションが進展し、アメリカの鉄道が斜陽産業になった時代、鉄道会社は貨物列車と長距離特急列車で黒字を出し、通勤・近郊列車が赤字になるという構図が多く、多くの会社は通勤列車の部門を切り離したがっていた。NJTがコンレールから譲り受けたのもこの部分であり、NJTに限らず貨物列車は民間会社、通勤列車は公営会社という例はアメリカ全土に数多く存在する。このため、長距離列車や貨物列車はNJTの列車ではない。ただし、運行されていないのかというとそうではなく、アムトラックの長距離旅客列車や貨物会社の貨物列車などがNJTの列車と同じ線路を走る路線もいくつかある。

### 主なターミナル駅
ニューヨーク・ペンステーション（New York Penn Station）
ニューヨーク州・マンハッタンにある駅でアムトラックの長距離列車やロングアイランド鉄道（LIRR）、ニューヨーク市地下鉄も発着する巨大ターミナル駅。駅名の由来はかつてペンシルバニア鉄道（PRR）の駅であったから。アムトラックの列車は同駅を超えて東に進み、コネチカット州ニューヘイブン（New Haven）方向へ向かう列車も存在するが、NJTの列車はこの駅から西（ニュージャージー州方向）を担当する。
ニューアーク・ペンステーション（Newark Penn Station）
ニュージャージー州最大の人口を持つニューアークにある駅でNJTにおける主要駅の一つ。通勤鉄道の他にもライトレール、多くの路線バス、パストレイン（PATH）の乗り入れる巨大ターミナル駅となっている。また、NJTの本社も駅近くにある。駅名はニューヨーク同様、PRRの駅であったことに由来する。
ホーボーケン駅（Hoboken Terminal）
NJ州とNY州を隔てるハドソン川河口にあるターミナル駅で、ハドソン川をはさんで向かいはマンハッタンである。ライトレールのほか、パストレイン（PATH）が通っている。
トレントン駅（Trenton）
ニュージャージー州の西端であり州都トレントンにある駅で、NJTノース・イースト・コリドー線の終点であり、NJTの列車はここまでの運転となる。線路はこの先も続き、アムトラックの長距離列車はこの先に直通する。この先へ行くとペンシルバニア州内に入り、同州内の通勤・近郊輸送は同州の公営会社SEPTAが行う。
これらの駅は多くの交通機関が乗り入れており、構内も広い。案内用のカスタマー・サービス窓口が開設されている。

### 通勤鉄道路線

NJT通勤鉄道の路線図

NJTの11の路線はターミナルにより大きく2つにわけることができる。
1. 北東回廊に属するニューアーク・ペンシルベニア駅を経由する路線でこれは5つの路線が含まれる。
2. ハドソン川下流右岸に位置し、対岸はマンハッタン島のホーボーケン駅（Hoboken Termnal）を経由する6つの路線群である。

両者は互いに近接していないが、ニューアークをターミナルとする列車には北東回廊をニューヨーク方面に直通するものが多く、このとき両者が交差する部分あるセコーカス・ジャンクション駅（Secaucus Junction）にて乗り換えができる。このようになっているのには前身となる鉄道会社の違いにあり、前者の路線群がペンシルバニア鉄道、セントラル・レールロード・オブ・ニュージャージー（Central Railroad of New Jersey）、ニューヨーク・アンド・ロングブランチ鉄道（New York and Long Branch Railroad）に由来するのに対し、後者の路線群はエリー・ラッカワナ鉄道（Erie Lackawanna Railway）に由来するためである。
以下にて各路線毎の詳細を示す。（アルファベット順）
アトランティックシティ線（Atlantic City Line）
本線（NJT Main Line）
モリス・エセックス線(Morris & Essex Line)
マウントクリア・ホーンタン線(Montclair-Boonton Line)
北東回廊線（North East Corridor Line）
規模の大きい都市が連続し、アメリカの中でも特に鉄道利用客が多い北東回廊（ノースイースト・コリドー）と呼ばれる区間を走る路線で、NJTはこのうちマンハッタンにあるニューヨーク・ペンステーション（NY Penn Station）からニュージャージ州の州都があるトレントン（Trenton）までの通勤列車を担当する。この区間にはアムトラックの高速旅客列車アセラ・エクスプレスのほか、都市間連絡列車「リージョナル」（NorthEast Regionalなど）などが運転されている。これらはNJTとの並走区間において特急や快速に相当する。
北ジャージー海岸線（North Jersey Coast Line）
プリンストン支線（Princeton Branch）
全長4.3kmで、通勤路線としてはアメリカ最短である。
ラリタン・バレー線(Raritan Valley Line)
パスカック・バレー線(Pascack Valley Line)

### 乗車券と運賃制度
NJT通勤鉄道の乗車券については、乗車前にあらかじめ駅の窓口か自動券売機（Ticket Vending Machines, TVMs）にて購入する。自動券売機で購入する際は現金のほかに、デビットカードや一部のクレジットカードも利用できる。
改札は各駅ごとではなく、車掌が車内で行う。このときに有効な乗車券を持っていない場合は正規の乗車券の運賃に加えて、5ドルを請求される。短距離の移動時などには、乗車後改札が行われないままに降車駅に着いてしまうことも考えられ、信用乗車方式に近い側面も持つ。
車内購入の場合の追加運賃額は若干違うが、地下鉄などの大都市内大量輸送機関を除き、アメリカの近郊鉄道会社はこのような車内改札方式を採用していることが多い。

#### 乗車券
購入できる乗車券は以下のとおり。
- One-Way Tickets (片道券)
- Monthly Passes
- Weekly Passes
- Ten-Trip Tickets
- Children's Fares
- Family Supersaver Fares
- BusinessPass
- PatronPass
- Student Monthly Passes
- Reduced Fare Program for Senior Citizens and Customers with Disabilities
- Military Personnel and Their Dependents

### 鉄道車両

#### 機関車

##### ディーゼル機関車
GP40PH-2
EMD製。ニュージャージー中央鉄道向けに1968年に導入、1983年にNJトランジットへ継承された。Hoboken Divisionに配属。車両番号は4100-4112。
1991年 - 93年にコンレールにより改造。
GP40PH-2A
EMD製。貨物用機GP40の1967年-1970年製車両を種車に、1992年から1993年にかけて改造。車両番号は4145-4150。メトロノースにも4906が在籍。U34CHの置き換え用。
4148号は1996年に事故で損傷後、1997年にコンレールによる復旧の際に4219号となった。
GP40PH-2B
EMD製。貨物用機GP40の1965年-1969年製車両を種車に、1993年から1994年にかけて改造。ペン・セントラル鉄道より継承、U34CHの置き換え用。車両番号は4200-4218。
PL42AC
アルストム製。2005年から2006年にかけて33両が新造投入。車両番号は4000-4032。機関出力4,200 hp (3,132 kW)、動輪周出力3,680 hp (2,744 kW)。

##### 電気機関車
ALP-46
ボンバルディア製。輸送力増強用で2001年に登場、29両を導入。車両番号は4600-4628。
ALP-46A
ALP-46の改良型で、36両を導入。2010年6月2日に運用を開始。車両番号はALP-46の続番で4629-4664。

##### 電気・ディーゼル両用機関車
ALP-45DP
ボンバルディア製の電気・ディーゼル両用機関車。2011年登場、36両を導入。車両番号は4500-4535。
最初の車両は2011年3月13日に到着、2012年10月に当初発注分の全26両が出揃う。2010年7月14日にオプション契約分のうち9両が追加発注された。現在53両分のオプション契約が行使可能。

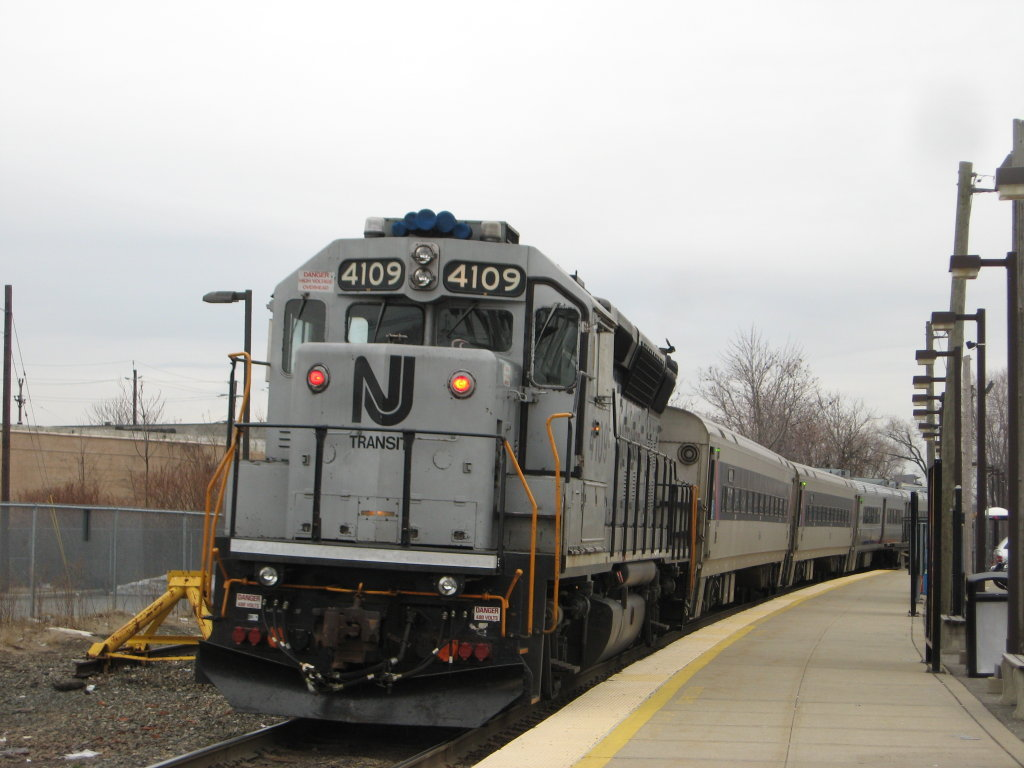
GP40PH-2
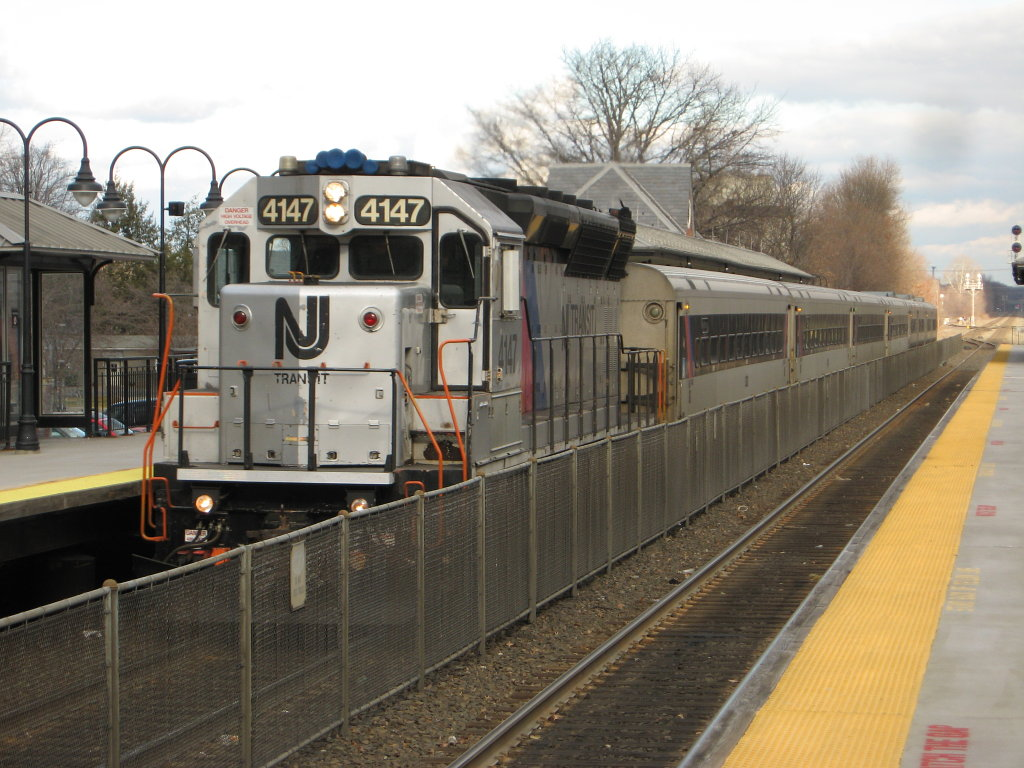
GP40PH-2A
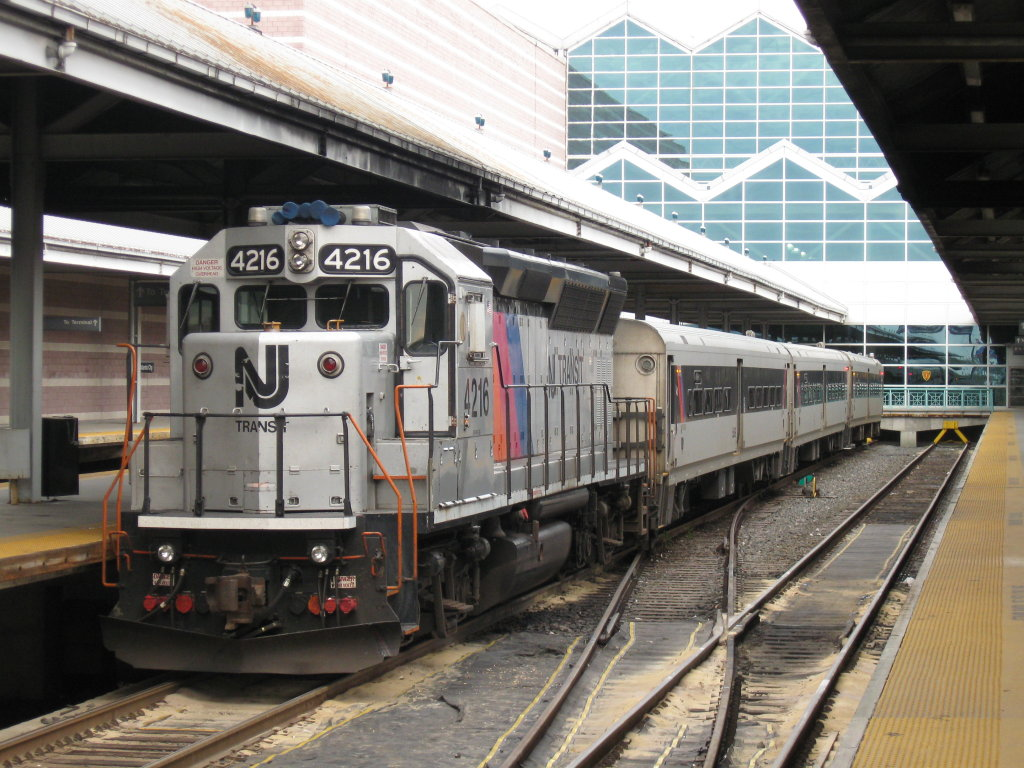
GP40PH-2B
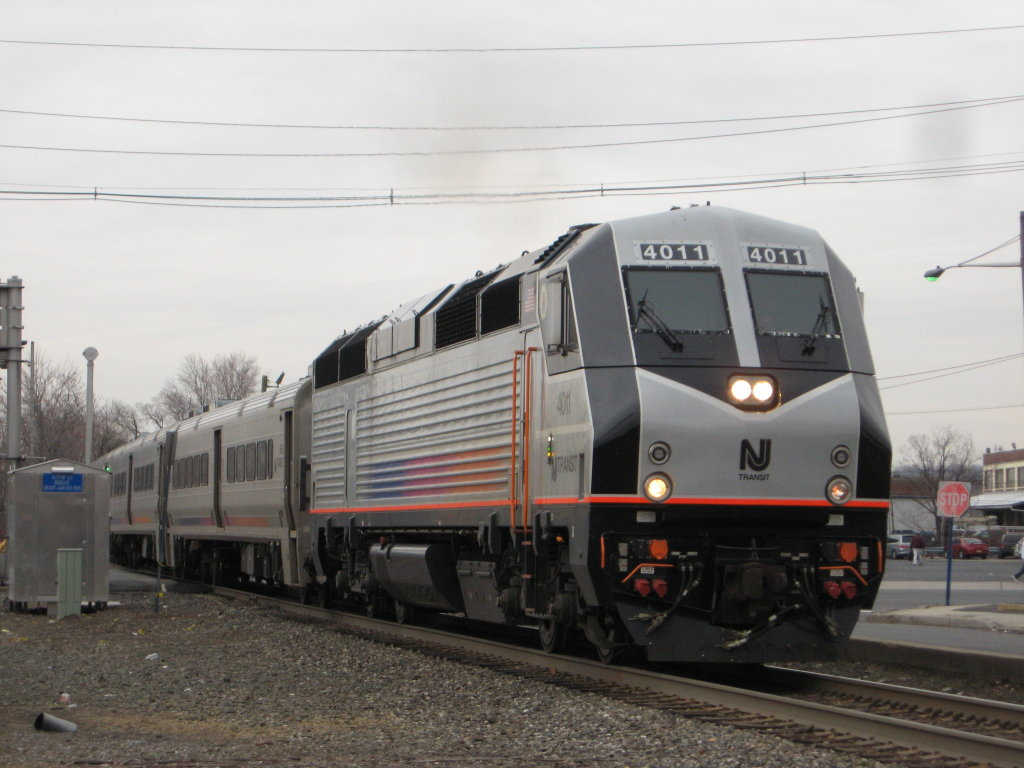
PL42AC
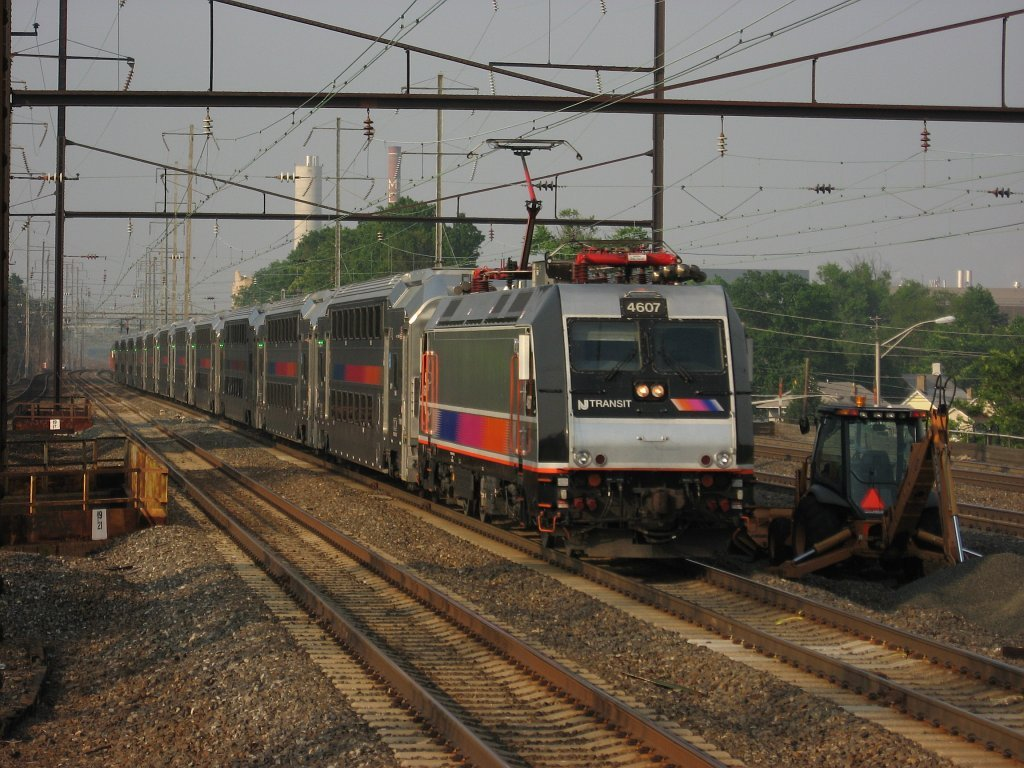
ALP-46
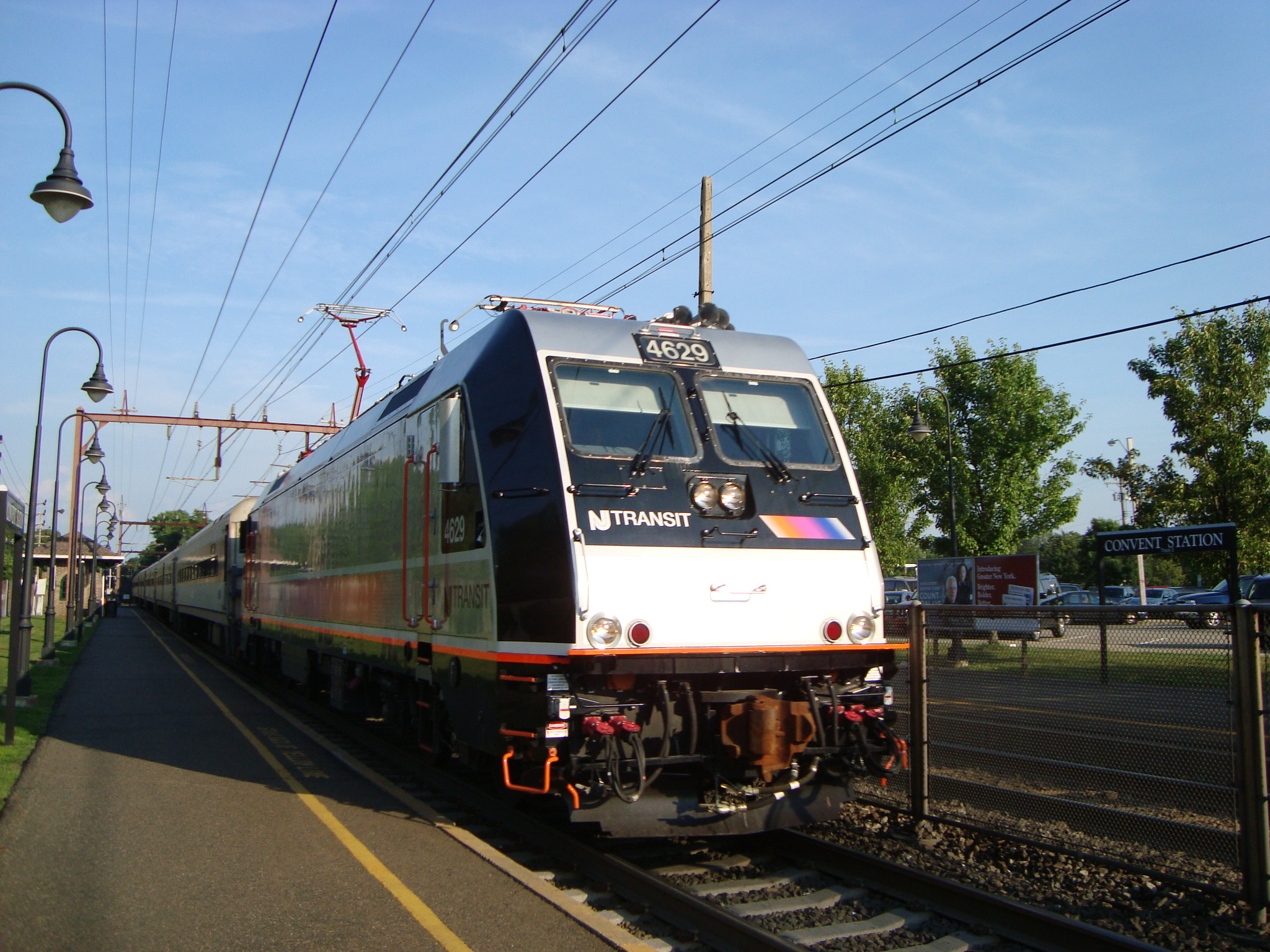
ALP-46A
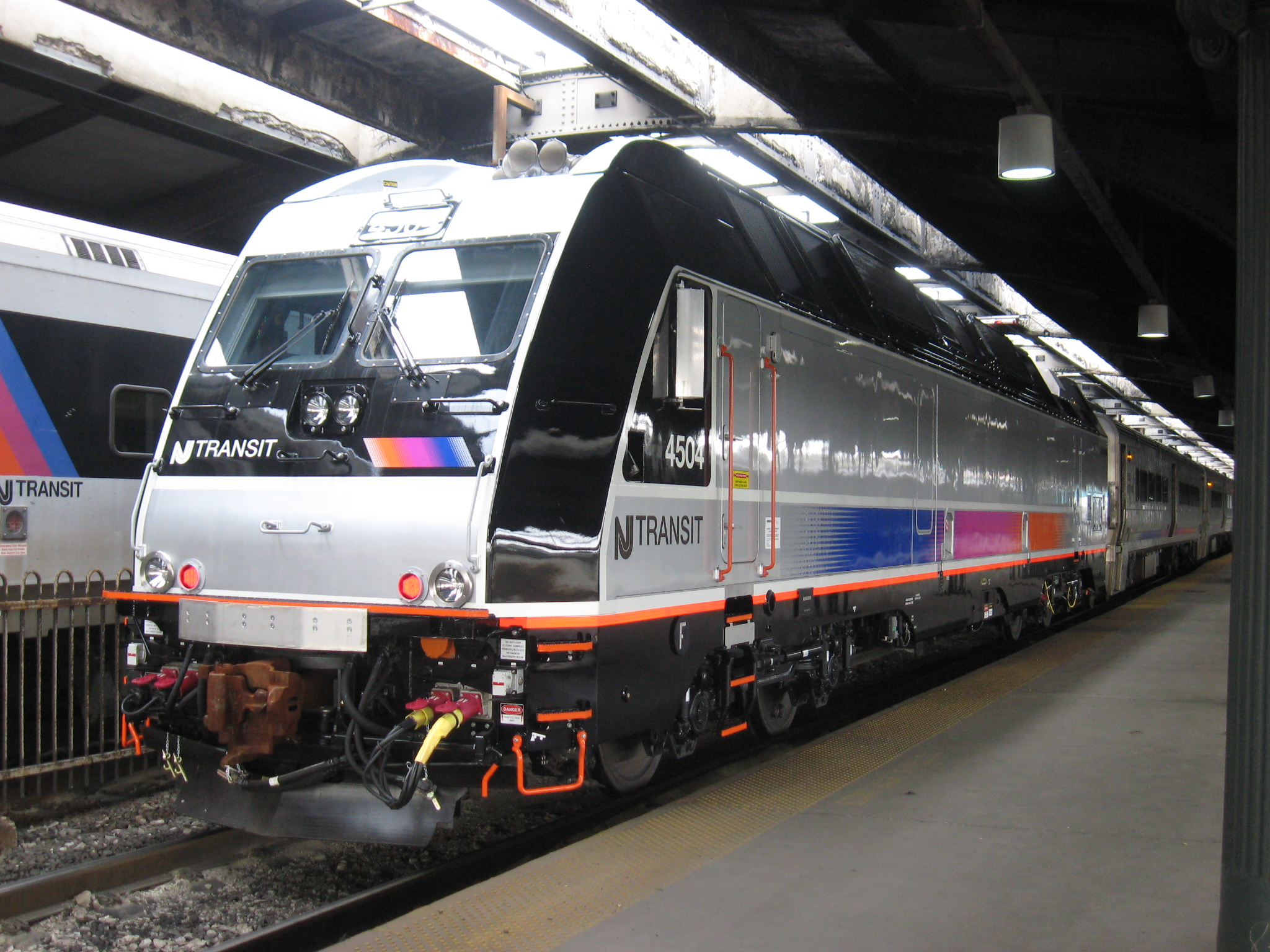
ALP-45DP

#### 電車
アローIII
ゼネラル・エレクトリック製。1977年に両運転台の単車30両と2両ユニット車200両（100編成）が導入された。1992年-1995年に更新工事を施工。後継車導入で2020年引退予定。

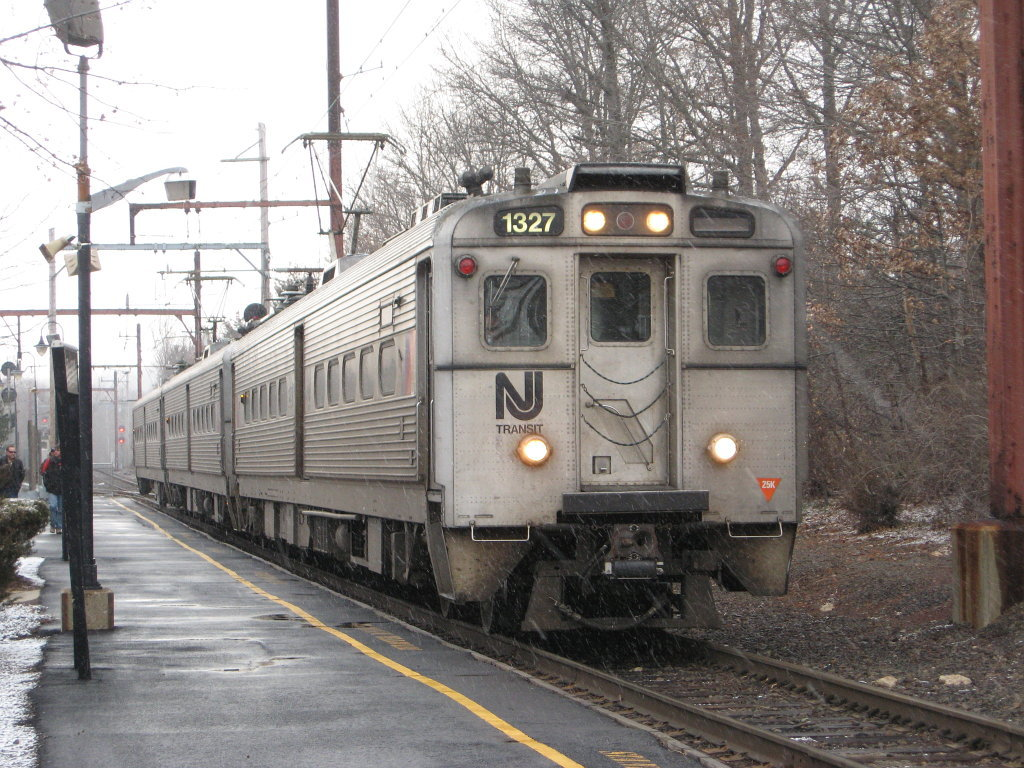
アローIII

#### 客車
コメットIIM
ボンバルディア製の平屋建て客車。1982年登場の元コメットII客車、および1987年に登場した元コメットIIB客車を種車に1999年より更新改造された。
コメットIV
ボンバルディア製の平屋建て客車。1996年登場。プッシュプル運転用の制御車も製造された。
コメットV
アルストム製の平屋建て客車。2002年登場。プッシュプル運転用の制御車も製造された。車体はステンレス製となっている。
マルチレベル
ボンバルディア製の2階建て客車。2006年登場。プッシュプル運転用の制御車も製造された。

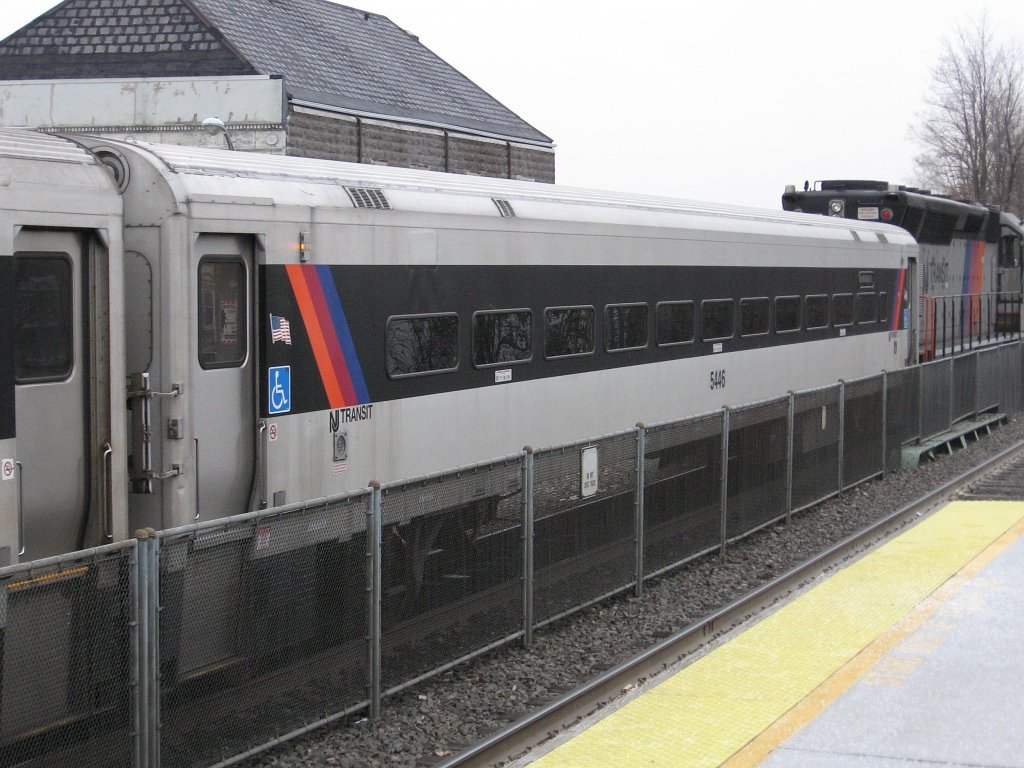
コメットIIM
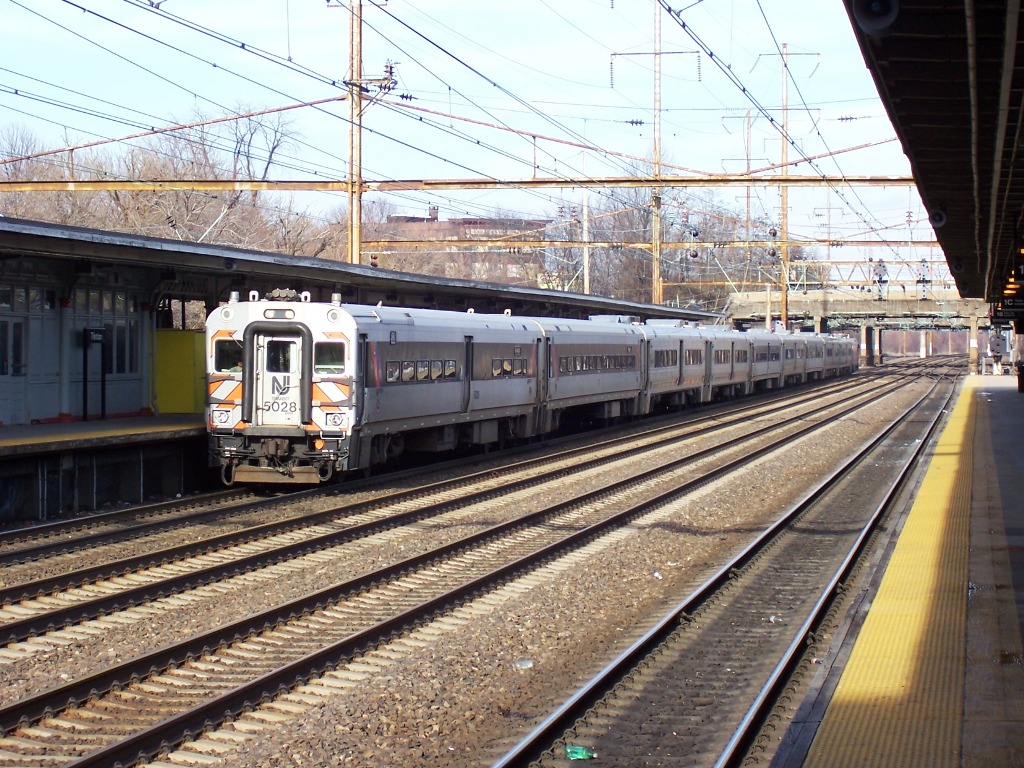
コメットIV
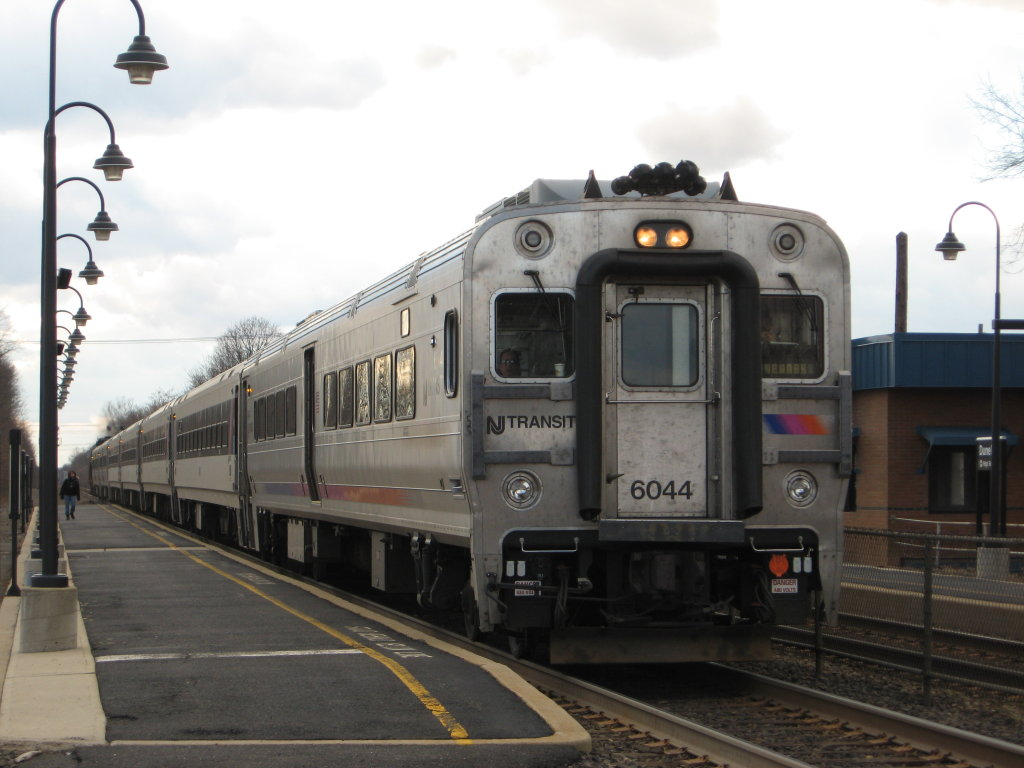
コメットV
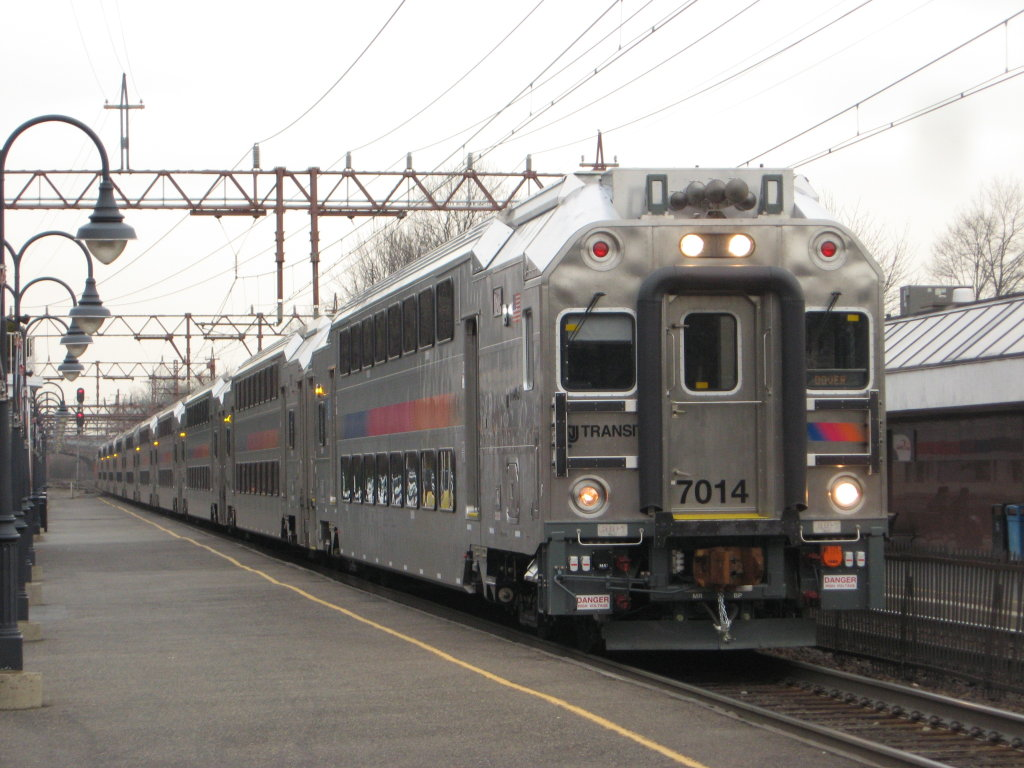
マルチレベル

#### 過去の車両

##### ディーゼル機関車
F40PH-2CAT
EMD製。1978年から81年にかけて導入、1982年より運用開始。車両番号は4113-4129で、4123、4125は後述の改造で改番された。4117、4118はモントリオール大都市圏交通局へリース。出力は3,000 hp (2,237 kW)。
メトロノース鉄道では2003年より4193-94が、2010年から2011年にかけて4907-4908、4913が導入されている。
メトロノースの4907、4908、4913は改造車で、種車はそれぞれ4191、4192、NJトランジットの4123。メトロノースの4912、4914は現在種車の4116号、NJTの4125よりそれぞれ改造中。
GP40FH-2
EMD製。貨物用機GP40の1966年-1970年製車両を種車に、1987年から1990年にかけて改造された。NJトランジットに4135-4144号が、メトロノースに4900-4905号として納入された。
PL42AC機関車の導入により引退。4135、4137、4140、4143-44はモントリオール大都市圏交通局へリース。
P40DC ジェネシス
ゼネラル・エレクトリック製。アムトラックの3両（1993年製）を2007年に購入した。車両番号は4800-4803。
アムトラックより継承した列車「アトランティック・シティ・エクスプレス・サービス」で2009年より運用されたが、2012年に列車自体が廃止されている。全車とも2015年にショアラインイーストへ移籍。

##### 電気機関車
ALP-44
ABB製。E60機関車の置き換え用として1990年に15両、1995年に5両の計20両が導入された。車両番号は1990年導入分が4400-4414、1995年導入分が4415-4419。出力は7,000 hp (5,220 kW)。
現在は後継機の導入により引退。
ALP-44M
ALP-44の改良型で、制御・制動装置にマイクロプロセッサを採用。輸送力増強用で1996年から1997年にかけて11両が導入された。車両番号は4420-4431。出力は同じく7,000 hp (5,220 kW)。
現在は後継機の導入により引退。

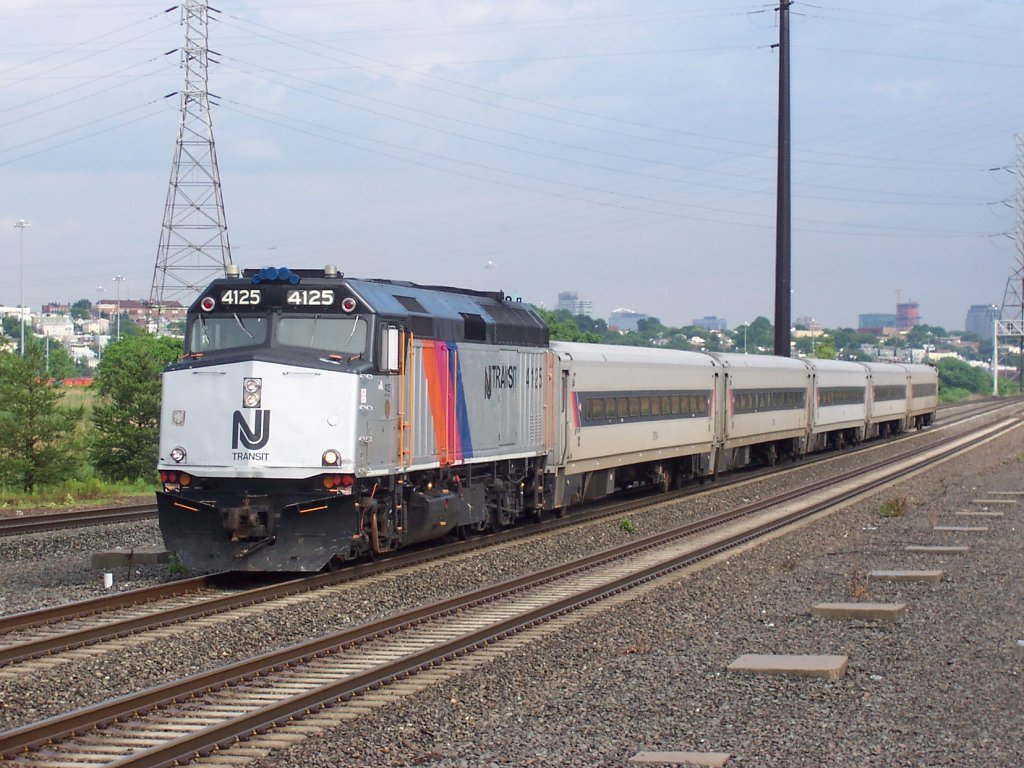
F40PH-2CAT
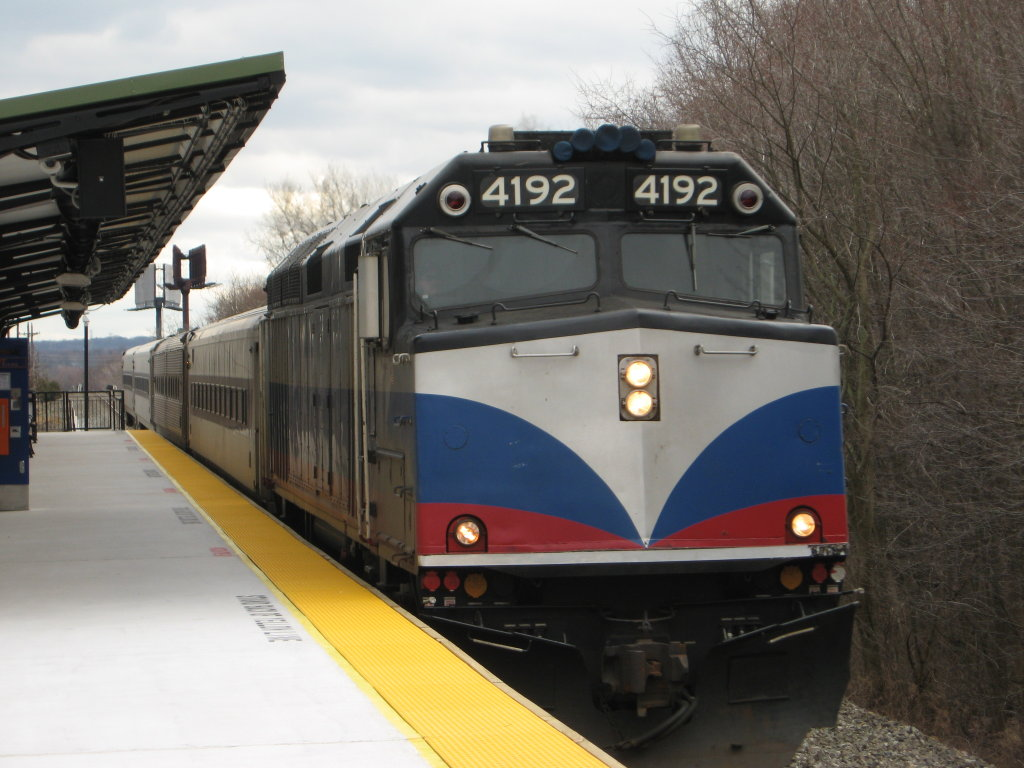
F40PH-2CAT（メトロノース鉄道保有車）
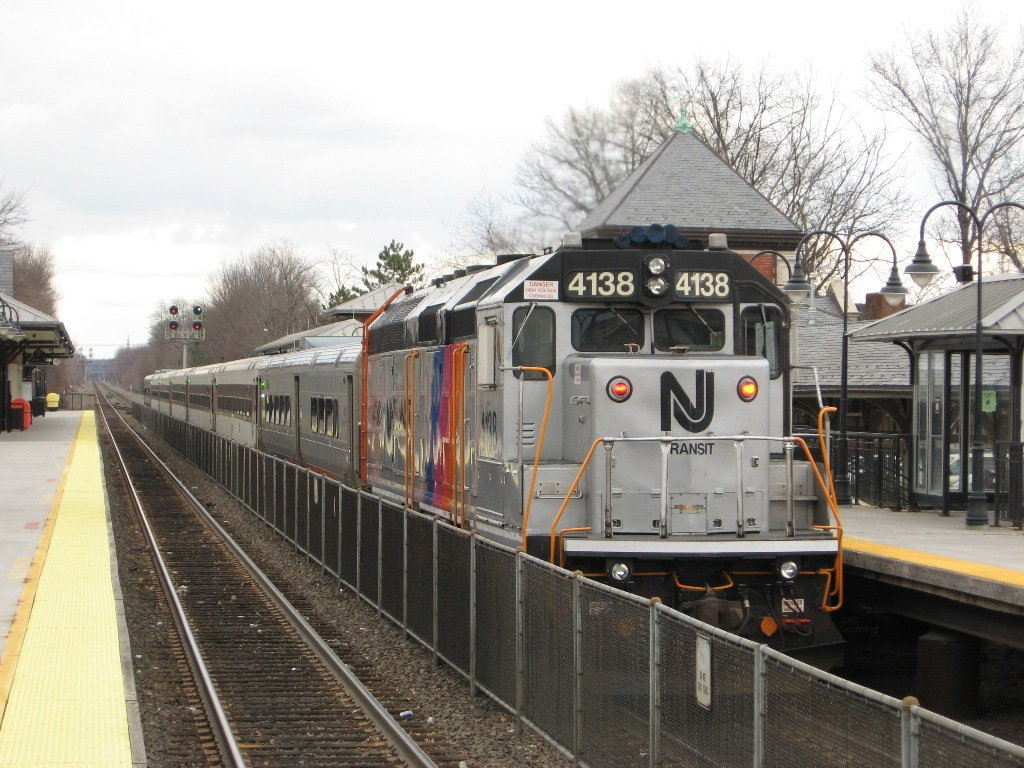
GP40FH-2
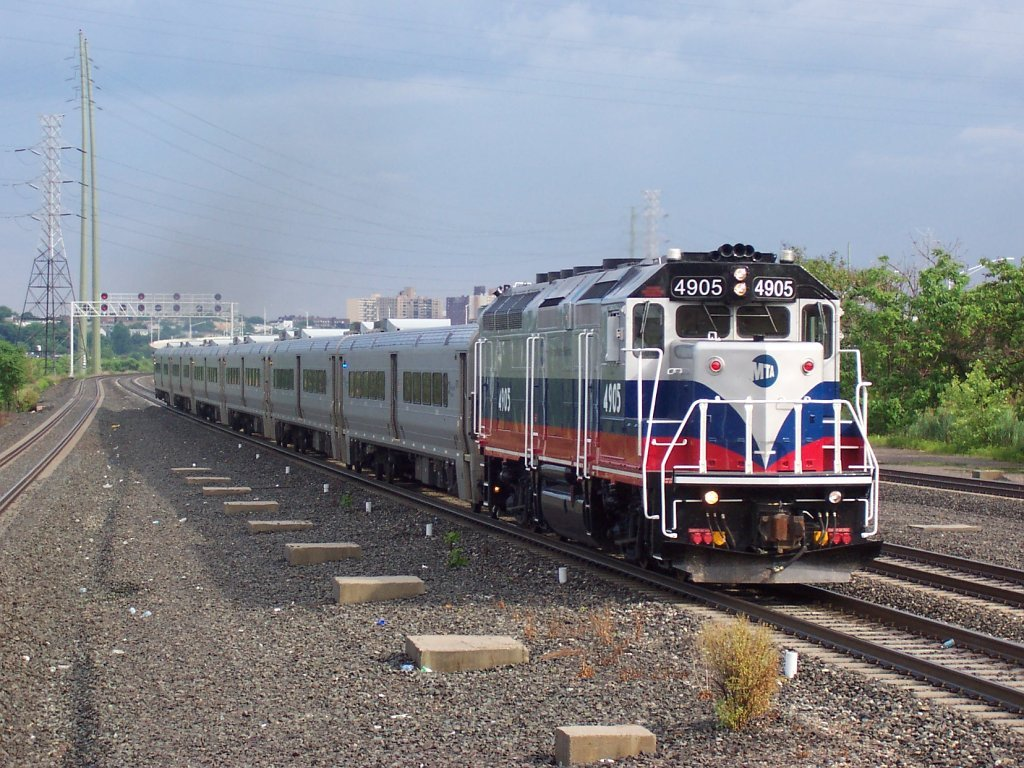
GP40FH-2（メトロノース鉄道保有車）
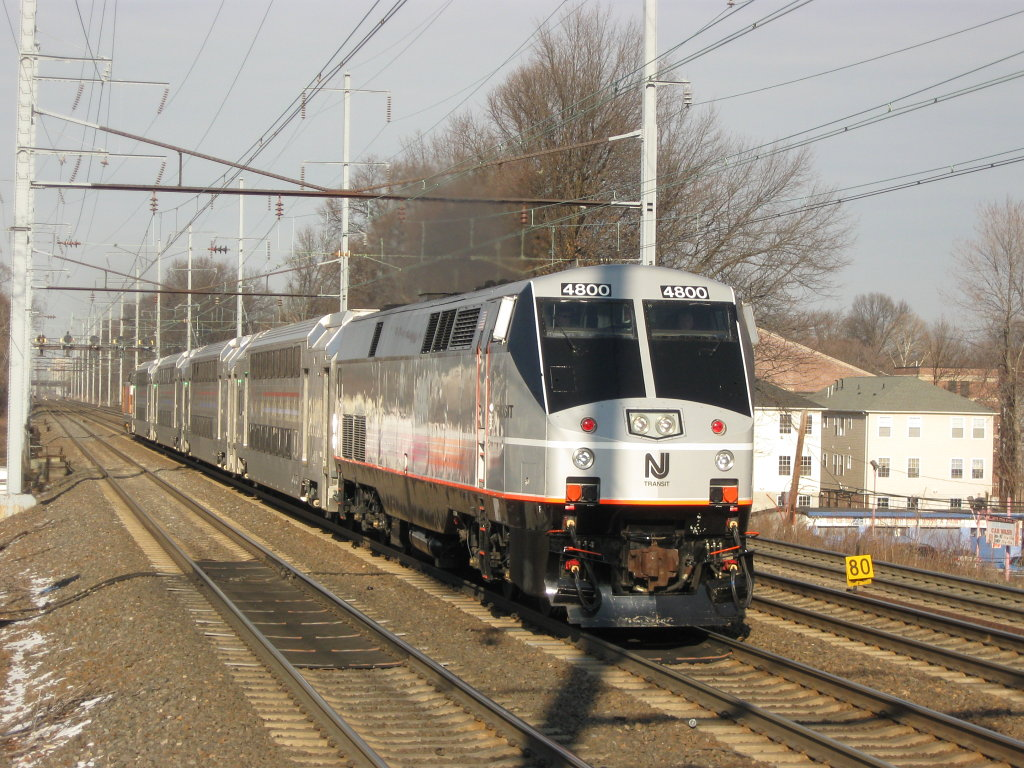
P40DC
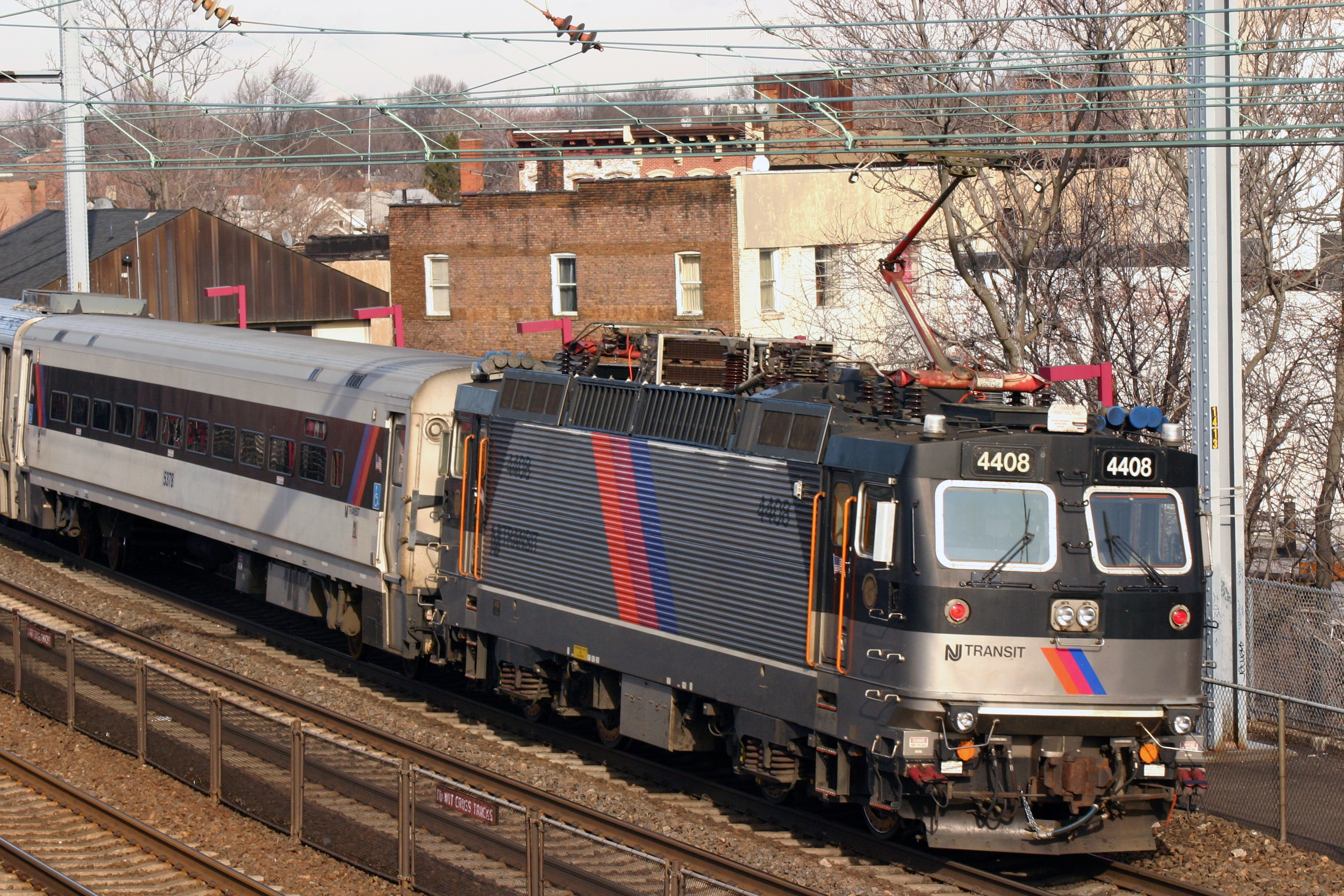
ALP-44
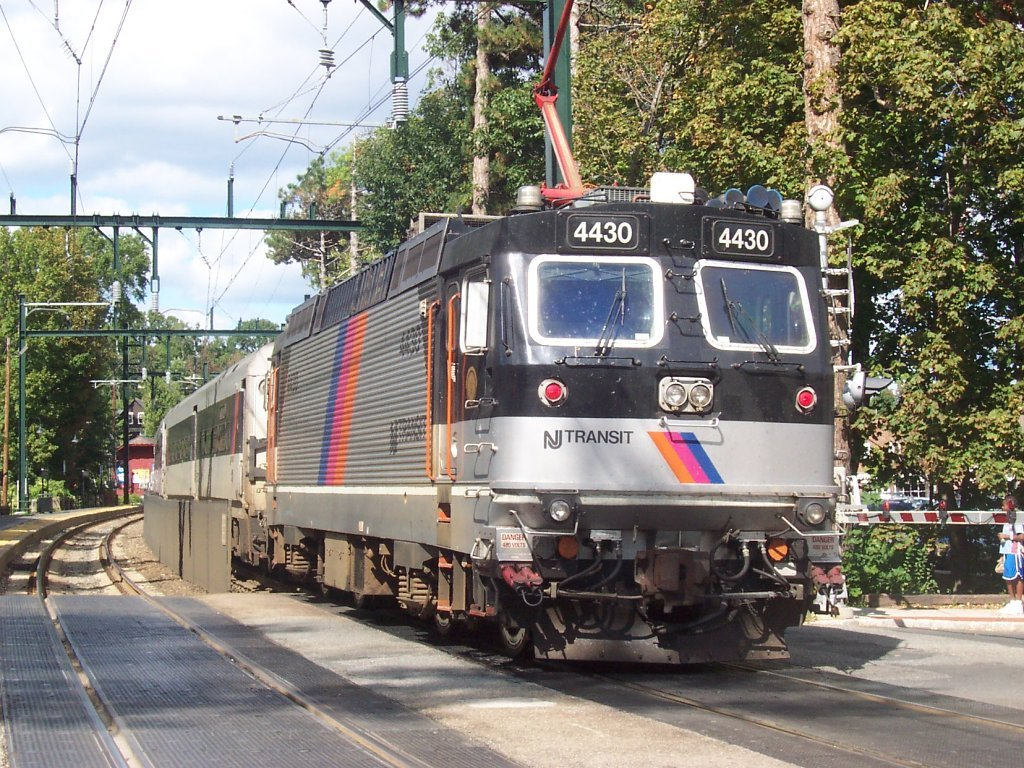
ALP-44M